# Municipio de Earl (condado de Lancaster)
El municipio de Earl (en inglés: Earl Township) es un municipio ubicado en el condado de Lancaster en el estado estadounidense de Pensilvania. En el año 2000 tenía una población de 6.183 habitantes y una densidad poblacional de 108.8 personas por km².

## Geografía
El municipio de Earl se encuentra ubicado en las coordenadas 40°07′00″N 76°07′35″O / 40.11667, -76.12639.

## Demografía
Según la Oficina del Censo en 2000 los ingresos medios por hogar en la localidad eran de $39,266 y los ingresos medios por familia eran de $42,667. Los hombres tenían unos ingresos medios de $32,635 frente a los $21,211 para las mujeres. La renta per cápita de la localidad era de $17,503. Alrededor del 15% de la población estaba por debajo del umbral de pobreza.